# Saison 5 de Arrested Development
Cet article présente la saison 5 de la série télévisée Arrested Development.

## Distribution[1]
- Will Arnett (George Oscar Bluth)
- Jason Bateman (Michael Bluth)
- Michael Cera (George Michael Bluth)
- David Cross (Tobias Funke)
- Portia de Rossi (Lindsay Bluth Funke)
- Tony Hale (Buster Bluth)
- Alia Shawkat (Maeby Funke)
- Jeffrey Tambor (George Bluth Sr)
- Jessica Walter (Lucille Bluth)
- Ron Howard (Le narrateur (voix))

## Épisodes
La saison comporte 16 épisodes.